# Cuihuangkou
Cuihuangkou är en köping i Kina. Den ligger i storstadsområdet Tianjin, i den norra delen av landet, omkring 45 kilometer norr om stadens centrum.